# クーパー・T86
クーパー・T86 (Cooper T86) は、クーパーによって開発されたフォーミュラ1カー。1967年から1969年のF1世界選手権に投入された。T86BおよびT86Cは異なるエンジンを搭載されたマシンであったが、いずれもクーパーの運命を復活させることはできなかった。T86はクーパーにとって最後のF1カーとなった。

## T86
クーパー・T81は1966年に登場したときにはかなりの成功を収めたが、1967年中頃には他チームの新車に追いつかれていた。新型のT86はクーパーのエースドライバー、ヨッヘン・リントのために製作され、イギリスグランプリにデビューした。細く、低く軽い車にはエレクトロン合金が使用され、ギアレバーの周囲はこぶを付けて膨らませたことでギアチェンジが容易になったが、これは1970年代に入るとシングルシーターのレーシングカーではよく見られるようになった。新しいシャシーはT81より約112ポンド軽くなっていたが、車重はマセラティ製V12エンジンのためにまだ重かった。このエンジンは10年前に2.5リッターでフォーミュラ1に登場した物であった。車は高速でフロント部分が浮き上がる傾向が判明したが、イタリアグランプリに先立ってノーズ部分に小さなスポイラーを装着することで修正された。アメリカグランプリではジャッキー・イクスがドライブし、翌1968年には1966年イタリアグランプリで優勝経験を持つルドヴィコ・スカルフィオッティが開幕から3戦で使用したが、これがT86にとってワークスチームによる最後のレースとなった。
T86は1968年の残りには使用されなかったが、1969年にはコリン・クラッブが購入した。クラッブはビック・エルフォードを起用し、インターナショナル・トロフィーに出場させた。ノンタイトル戦のマドリードグランプリにはニール・コーナーが起用されたが、モナコグランプリにはエルフォードが復帰した。このグランプリでエルフォードは予選を再開で通過、決勝はトップから6周遅れの7位に終わった。クーパーにとってこれが最後のF1レースとなった。クラッブはマクラーレン・M7Bを購入し、エルフォードは次戦オランダからはこちらを使用した。

## T86B
1968年シーズン、老朽化したマセラティエンジンに換えてBRMのV12エンジンを搭載したT86「B」スペックが製作された。最初は2台が製作されたが、ブライアン・レッドマンがスパでクラッシュした後、3台目が製作された。これらのT86Bはクーパーのワークスチームが使用した。クーパーが使用したBRMエンジンは、パワフルな「スポーツカー」バージョンであったが、既にグリッド上の車の中で最も重いエンジンであった。スペイングランプリおよびモナコグランプリでは他チームの低い信頼性に助けられ、連続で3位と4位を獲得したが、シーズンが進むにつれて成績は徐々に滑り落ちていった。クーパーはスポンサーの支援無しにF1で活動し続けることができず、1968年シーズンをもって撤退することを決定した。2台のT86Bは競売に掛けられた。最初のT86Bはイギリスのヒルクライムとクラブレースでいくつかの成功を収めたマーティン・ブレインが買収したが、ブレインは1970年にシルバーストンで行われたフォーミュラ・リブレのレースでコースを外れマシンが反転し事故死した。

## T86C
1968年に製作された3台目のT86は、3リッターのアルファロメオ製V8エンジンが搭載された「C」スペックであった。このエンジンはティーポ33で使用されたエンジンで、クーパーはBRMに換えてこれを搭載することを視野に入れていた。ルシアン・ビアンキがブランズ・ハッチとモンツァでドライブしたが、アルファロメオはテストで彼らのV8エンジンがひどくパワー不足なことが判明し、ベンチテストでも失敗したことでサポートから撤退したため決勝に出走することはできなかった。アルファロメオはその後V8エンジンを1970年にマクラーレンに供給し、1971年にはマーチに供給した。T86のシャシーは後にF5000用に改修されて5リッターのフォードV8を搭載、1970年にフレッド・プレイスのドライブで11戦に出場したが、成功することは無かった。翌年、マシンはスペアエンジンと共に盗難され、F5000選手権に出場することはできなかったが、後に回収されている。それ以来、この車はアルファロメオ製V8を搭載したオリジナルの状態に復元され、ヒストリックレースに定期的に参加している。

## F1における全成績
| 年     | チーム                                        | シャシー | エンジン                    | タイヤ | ドライバー                     | 1   | 2   | 3   | 4   | 5   | 6   | 7   | 8   | 9   | 10  | 11  | 12  | ポイント | 順位 |
| ------ | --------------------------------------------- | -------- | --------------------------- | ------ | ------------------------------ | --- | --- | --- | --- | --- | --- | --- | --- | --- | --- | --- | --- | -------- | ---- |
| 1967年 | クーパー・カー・カンパニー                    | T86      | マセラティ 10/F1 3.0 V12    | F      |                                | RSA | MON | NED | BEL | FRA | GBR | GER | CAN | ITA | USA | MEX |     | 281      | 3位1 |
| 1967年 | クーパー・カー・カンパニー                    | T86      | マセラティ 10/F1 3.0 V12    | F      | ヨッヘン・リント               |     |     |     |     |     | Ret | Ret |     | 4   |     |     |     | 281      | 3位1 |
| 1967年 | クーパー・カー・カンパニー                    | T86      | マセラティ 10/F1 3.0 V12    | F      | ジャッキー・イクス             |     |     |     |     |     |     |     |     |     | Ret |     |     | 281      | 3位1 |
| 1968年 | クーパー・カー・カンパニー                    | T86      | マセラティ 10/F1 3.0 V12    | F G    |                                | RSA | ESP | MON | BEL | NED | FRA | GBR | GER | ITA | CAN | USA | MEX | 0        | -    |
| 1968年 | クーパー・カー・カンパニー                    | T86      | マセラティ 10/F1 3.0 V12    | F G    | ルドヴィコ・スカルフィオッティ | Ret | 4   | 4   |     |     |     |     |     |     |     |     |     | 0        | -    |
| 1968年 | クーパー・カー・カンパニー                    | T86      | BRM P142 3.0 V12            | F G    | ロビン・ウィドウズ             |     |     |     |     |     |     | Ret |     |     |     |     |     | 14       | 7位  |
| 1968年 | クーパー・カー・カンパニー                    | T86B     | BRM P142 3.0 V12            | F G    | ブライアン・レッドマン         |     | 3   |     | Ret |     |     |     |     |     |     |     |     | 14       | 7位  |
| 1968年 | クーパー・カー・カンパニー                    | T86B     | BRM P142 3.0 V12            | F G    | ビック・エルフォード           |     |     |     |     | 4   | Ret | Ret | Ret | 5   | Ret | 8   |     | 14       | 7位  |
| 1968年 | クーパー・カー・カンパニー                    | T86B     | BRM P142 3.0 V12            | F G    | ジョニー・セルボ＝ギャバン     |     |     |     |     |     | Ret |     |     |     |     |     |     | 14       | 7位  |
| 1968年 | クーパー・カー・カンパニー                    | T86B     | BRM P142 3.0 V12            | F G    | ルシアン・ビアンキ             |     |     | 3   | 6   | Ret |     |     | Ret |     | NC  | NC  | Ret | 14       | 7位  |
| 1968年 | クーパー・カー・カンパニー                    | T86C     | アルファ・ロメオ T33 3.0 V8 | F G    | ルシアン・ビアンキ             |     |     |     |     |     |     | DNA |     | DNA |     |     |     | 0        | -    |
| 1969年 | コリン・クラッブ アンティーク・オートモビルズ | T86      | マセラティ 10/F1 3.0 V12    | F      |                                | RSA | ESP | MON | NED | FRA | GBR | GER | ITA | CAN | USA | MEX |     | 0        | -    |
| 1969年 | コリン・クラッブ アンティーク・オートモビルズ | T86      | マセラティ 10/F1 3.0 V12    | F      | ビック・エルフォード           |     |     | 7   |     |     |     |     |     |     |     |     |     | 0        | -    |

^1 クーパー・T81およびクーパー・T81Bによるポイントも含む。

## 参照
1. ↑  Brown, Allen. “Cooper F1 racing history ≪ OldRacingCars.com”. www.oldracingcars.com. 2016年10月30日閲覧。
2. ↑  “Cooper T86B (Belgium 1968)”. www.deviantart.com. 2016年10月30日閲覧。
3. ↑  “May0005”. theminimag2.itgo.com. 2016年10月30日閲覧。
4. ↑  “1968 Cooper T86C Alfa Romeo - Images, Specifications and Information”. Ultimatecarpage.com 2016年10月30日閲覧。
5. ↑  “Cooper T86C F5000 Racing Car” (英語). Cooper T86C F5000 Racing Car. 2016年10月30日閲覧。
6. ↑  “Archived copy”. 2013年10月6日時点のオリジナルよりアーカイブ。2013年10月5日閲覧。